# كمنسيل ستولبي
كمنسيل ستولبي (الاسم العلمي:Cumminsiella stolpiana) هو نوع من الفطريات يتبع جنس الكمنسيل من الفصيلة الشقرانية.